# Norumbega

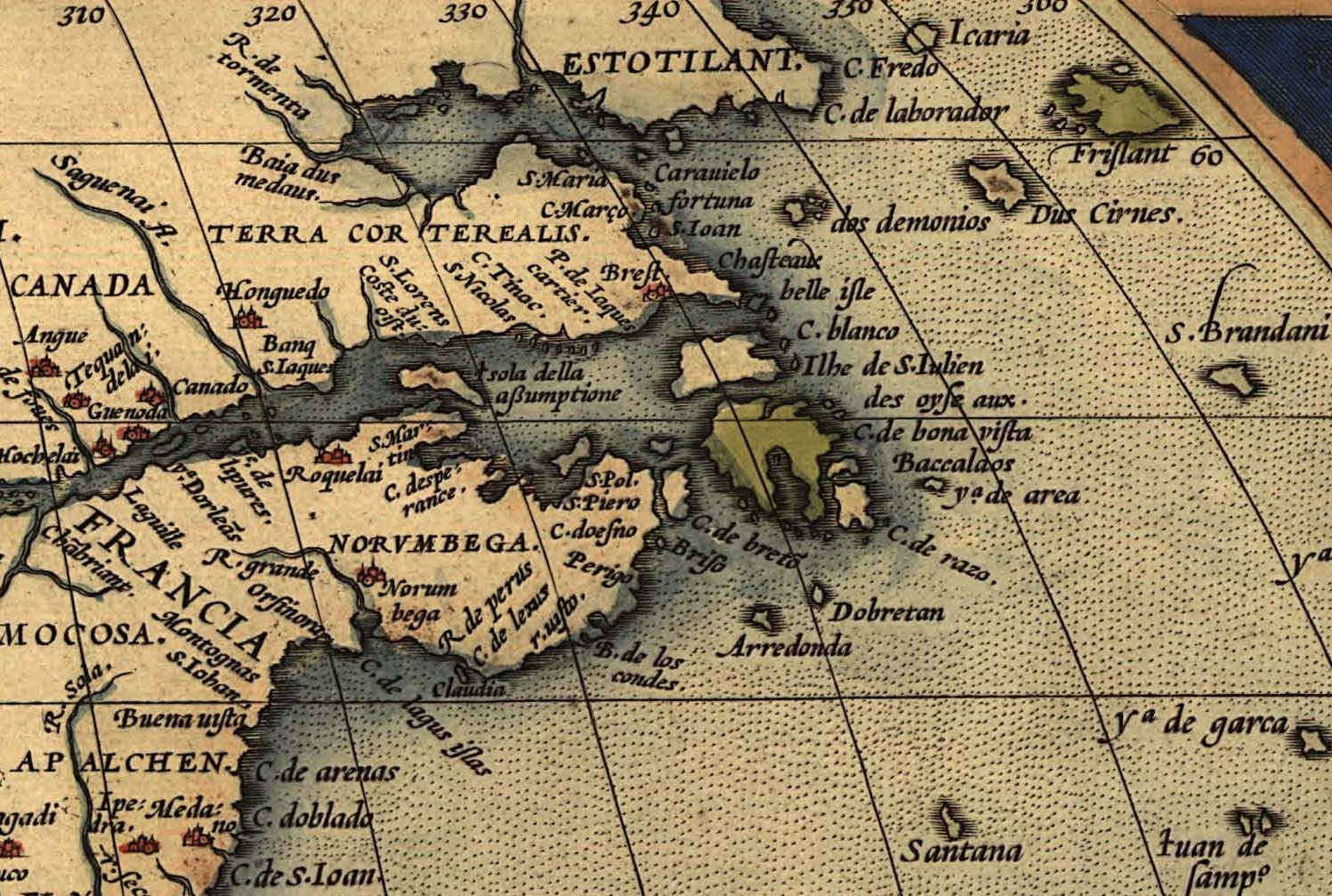
Detal z mapy Abrahama Orteliusa z 1570 roku, gdzie zaznaczono legendarne miasto Norumbega i zarazem użyto tej nazwy dla oznaczenia całej krainy

Norumbega (także Norombega, Aranbega, Oranbega) – legendarne miasto i zarazem nazwa całej krainy na wybrzeżu Nowej Anglii, zaznaczane na XVI-wiecznych mapach Ameryki Północnej.
Nazwa Norumbega pochodzi przypuszczalnie z języka Indian Algonkinów i oznacza „spokojne miejsce pomiędzy rwącymi nurtami” – oryginalnie odnosiła się prawdopodobnie do miejsca, w którym spotykały się dwie rzeki, gdzieś na terytorium dzisiejszego stanu Maine. Po raz pierwszy pojawiła się jako efekt podróży Giovanniego da Verrazzano do Nowego Świata w 1524 roku. Brat Giovanniego, Girolamo da Verrazzano na sporządzonej według jego relacji mapie, wydanej w 1529 roku, po raz pierwszy umieścił nazwę Oranbega. Szybko kolejni autorzy zaadaptowali ją jako określenie całego obszaru rozciągającego się od rzeki Hudson do Rzeki Świętego Wawrzyńca, zaś na mapach pojawiło się tajemnicze miasto o tej samej nazwie, położone gdzieś nad rzeką Penobscot, mające być stolicą tej krainy. Jean Alfonse, nawigator ekspedycji Jacques’a Cartiera z 1542 roku, w swojej relacji zanotował opłynięcie przylądka Norumbega (przypuszczalnie Cape Cod) i tak samo nazwaną rzekę (przypuszczalnie Narragansett). W odległości niecałych 65 kilometrów od tego miejsca zlokalizował miasto, zamieszkane przez pokojowo usposobionych tubylców i zasobne w futra. Inni autorzy relacjonowali, że kraina Norumbega jest bogata w drzewa i owoce, zaś jej mieszkańcy czczą słońce i mówią językiem zbliżonym do łaciny. Miała też obfitować we wszelkie skarby na czele ze złotem i srebrem.
Opowieści o krainie i jej bogactwach ściągały do Ameryki Północnej licznych poszukiwaczy, którzy jednak nie znaleźli nigdy opisywanego grodu. Ostateczny kres legendzie położyła ekspedycja Samuela de Champlaina do Nowej Anglii z 1604 roku. Jak zanotował w swojej relacji, cały badany przez niego kraj był biedny i próżno było szukać w nim jakichkolwiek wspaniałych miast czy osad.
Legendę Norumbegi wskrzesił pod koniec XIX wieku Eben Norton Horsford, profesor chemii z Uniwersytetu Harvarda, amatorsko zajmujący się archeologią. Według niego Norumbega była w rzeczywistości położonym nad rzeką Charles osiedlem normańskim, założonym przez członków ekspedycji Leifa Erikssona do Winlandii. W 1889 roku Horsford ufundował nawet wieżę widokową w miejscu rzekomej lokalizacji osady w Weston w stanie Massachusetts.